# Pareumelea marginipennis
Pareumelea marginipennis là một loài bướm đêm trong họ Geometridae.